# Station Joyo
Station Jōyō  (城陽駅,  Jōyō-eki) is een spoorwegstation in de Japanse stad  Jōyō. Het wordt aangedaan door de Nara-lijn. Het station heeft twee sporen, gelegen aan twee zijperrons. 

## Treindienst

### JR West
| 1 | ■ Nara-lijn | richting Uji en Kioto |
| 2 | ■ Nara-lijn | richting Kizu en Nara |

## Geschiedenis
Het station werd in 1958 geopend. In 1991 werd er een nieuw station gebouwd.

## Stationsomgeving
- Stadhuis van Jōyō
- Hōyū-ziekenhuis
- Mito-schrijn
- Sunkus

Kioto · Tōfukuji · Inari · JR Fujinomori · Momoyama · Rokujizō · Kohata · Ōbaku · Uji · JR Ogura · Shinden · Jōyō · Nagaike · Yamashiro-Aodani · Yamashiro-Taga · Tamamizu · Tanakura · Kamikoma · Kizu (Narayama · Nara)